# Parrocchie della diocesi di Susa

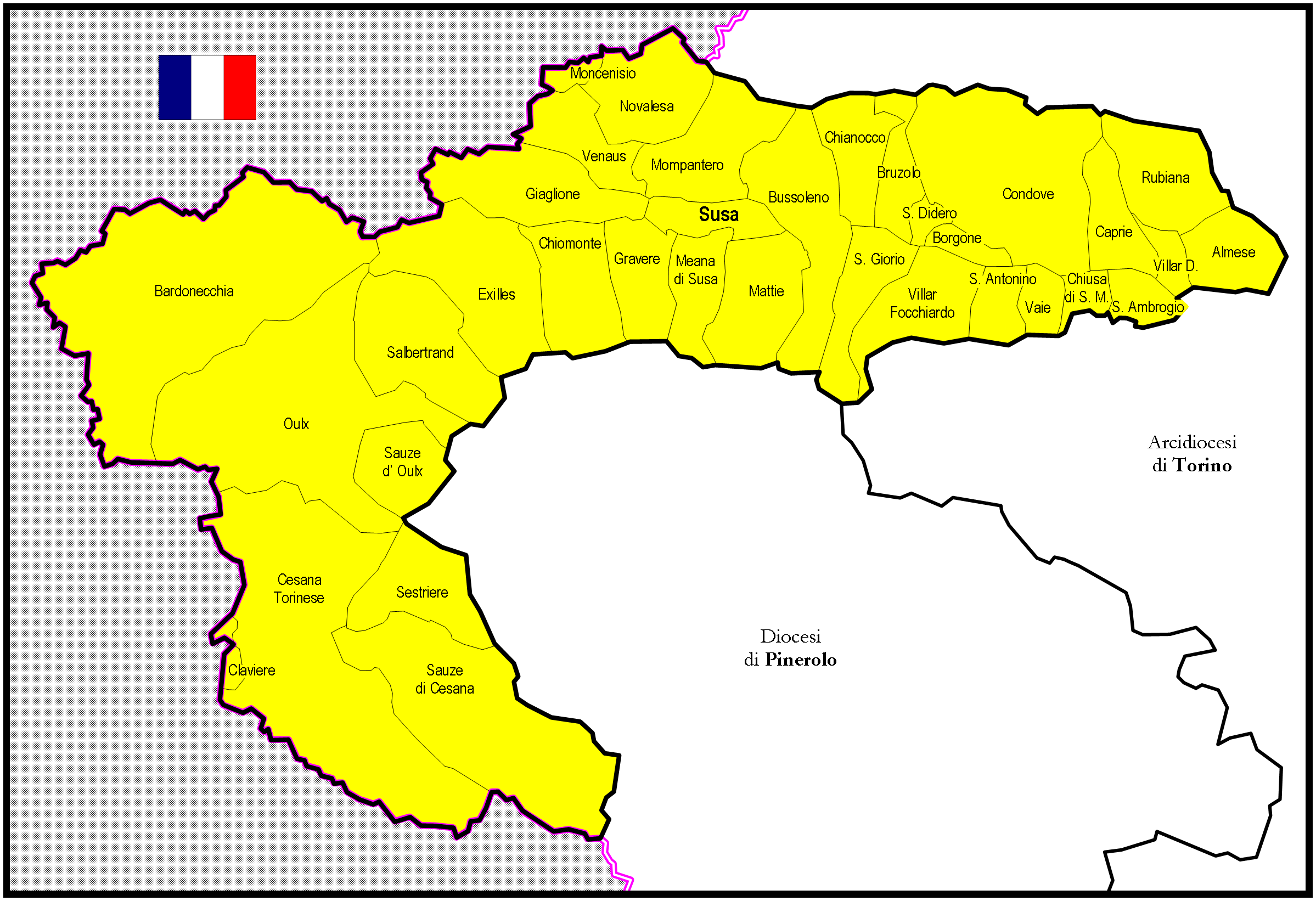
Mappa della diocesi

Le parrocchie della diocesi di Susa sono 61.

## Vicarie
La diocesi è organizzata in 9 vicarie. 

### Vicaria di Susa
| Parrocchia         | Patrono                      | Comune        | Frazione/Quartiere |
| ------------------ | ---------------------------- | ------------- | ------------------ |
| Susa - San Giusto  | San Giusto Martire           | Susa          | centro             |
| Susa - Sant'Evasio | Sant'Evasio                  | Susa          | centro             |
| Chiomonte          | Santa Maria Assunta          | Chiomonte     | centro             |
| Exilles            | San Pietro Apostolo          | Exilles       | centro             |
| Gravere            | Natività di Maria Santissima | Gravere       | centro             |
| Meana di Susa      | Santa Maria Assunta          | Meana di Susa | centro             |
| Mompantero         | Santa Maria del Rocciamelone | Mompantero    | centro             |
| Ramants            | Immacolata Concezione        | Chiomonte     | Ramants            |

### Vicaria di Almese
| Parrocchia  | Patrono                    | Comune      | Frazione/Quartiere |
| ----------- | -------------------------- | ----------- | ------------------ |
| Almese      | Natività di Maria Vergine  | Almese      | centro             |
| Celle       | Santa Maria Assunta        | Caprie      | Celle              |
| Favella     | San Giuseppe               | Rubiana     | Favella            |
| Milanere    | Santa Maria Assunta        | Almese      | Milanere           |
| Mompellato  | San Grato                  | Rubiana     | Mompellato         |
| Rivera      | Santo Stefano Protomartire | Almese      | Rivera             |
| Rubiana     | Sant'Egidio Abate          | Rubiana     | centro             |
| Villar Dora | Santi Vincenzo e Anastasio | Villar Dora | centro             |

### Vicaria di Bardonecchia
| Parrocchia   | Patrono                   | Comune       | Frazione/Quartiere |
| ------------ | ------------------------- | ------------ | ------------------ |
| Bardonecchia | Sant'Ippolito             | Bardonecchia | centro             |
| Les Arnauds  | Santi Cornelio e Cipriano | Bardonecchia | Les Arnauds        |
| Melezet      | Sant'Antonio Abate        | Bardonecchia | Melezet            |
| Millaures    | Sant'Andrea Apostolo      | Bardonecchia | Millaures          |
| Rochemolles  | San Pietro Apostolo       | Bardonecchia | Rochemolles        |

### Vicaria di Bussoleno
| Parrocchia         | Patrono                   | Comune             | Frazione/Quartiere |
| ------------------ | ------------------------- | ------------------ | ------------------ |
| Bussoleno          | Santa Maria Assunta       | Bussoleno          | centro             |
| Bruzolo            | San Giovanni Evangelista  | Bruzolo            | centro             |
| Chianocco          | San Pietro Apostolo       | Chianocco          | centro             |
| Foresto            | San Giovanni Battista     | Bussoleno          | Foresto            |
| Mattie             | Santi Cornelio e Cipriano | Mattie             | centro             |
| San Giorio di Susa | San Giorgio Martire       | San Giorio di Susa | centro             |

### Vicaria di Cesana Torinese
| Parrocchia      | Patrono                         | Comune          | Frazione/Quartiere |
| --------------- | ------------------------------- | --------------- | ------------------ |
| Cesana Torinese | San Giovanni Battista           | Cesana Torinese | centro             |
| Bousson         | Madonna della Neve              | Cesana Torinese | Bousson            |
| Champlas du Col | Sant'Antonio Abate              | Sestriere       | Champlas du Col    |
| Claviere        | Visitazione di Maria Santissima | Claviere        | centro             |
| Fenils          | San Giuliano                    | Cesana Torinese | Fenils             |
| Rollieres       | San Pietro Apostolo             | Sauze di Cesana | Rollieres          |
| San Sicario     | Maternità di Maria              | Cesana Torinese | San Sicario Alto   |
| Sauze di Cesana | San Restituto                   | Sauze di Cesana | centro             |
| Sestriere       | Sant'Edoardo                    | Sestriere       | centro             |
| Thures          | Santa Maria Maddalena           | Cesana Torinese | Thures             |

### Vicaria di Condove
| Parrocchia   | Patrono                          | Comune       | Frazione/Quartiere |
| ------------ | -------------------------------- | ------------ | ------------------ |
| Condove      | San Pietro in Vincoli            | Condove      | centro             |
| Borgone Susa | San Nicola Vescovo               | Borgone Susa | centro             |
| San Didero   | San Desiderio                    | San Didero   | centro             |
| Caprie       | San Pancrazio                    | Caprie       | centro             |
| Frassinere   | Santo Stefano Protomartire       | Condove      | Frassinere         |
| Lajetto      | Santi Vito, Modesto e Crescenzia | Condove      | Lajetto            |
| Mocchie      | San Saturnino                    | Condove      | Mocchie            |
| Novaretto    | San Rocco                        | Caprie       | Novaretto          |

### Vicaria di Oulx
| Parrocchia       | Patrono                 | Comune       | Frazione/Quartiere |
| ---------------- | ----------------------- | ------------ | ------------------ |
| Oulx             | Santa Maria Assunta     | Oulx         | centro             |
| Beaulard         | San Michele Arcangelo   | Oulx         | Beaulard           |
| Chateau Beaulard | San Bartolomeo Apostolo | Oulx         | Château Beaulard   |
| Puy Beaulard     | San Giovanni Battista   | Oulx         | Puy Beaulard       |
| Salbertrand      | San Giovanni Battista   | Salbertrand  | centro             |
| Sauze d'Oulx     | San Giovanni Battista   | Sauze d'Oulx | centro             |
| Savoulx          | San Gregorio Magno      | Envie        | Savoulx            |

### Vicaria di Novalesa
| Parrocchia | Patrono                    | Comune     | Frazione/Quartiere |
| ---------- | -------------------------- | ---------- | ------------------ |
| Novalesa   | Santo Stefano Protomartire | Novalesa   | centro             |
| Giaglione  | San Vincenzo Martire       | Giaglione  | centro             |
| Moncenisio | San Giorgio Martire        | Moncenisio | Ferrera Cenisio    |
| Venaus     | San Biagio                 | Venaus     | centro             |

### Vicaria di Sant'Antonino
| Parrocchia              | Patrono               | Comune                  | Frazione/Quartiere |
| ----------------------- | --------------------- | ----------------------- | ------------------ |
| Sant'Antonino di Susa   | Sant'Antonino Martire | Sant'Antonino di Susa   | centro             |
| Chiusa di San Michele   | San Michele Arcangelo | Chiusa di San Michele   | centro             |
| Sant'Ambrogio di Torino | San Giovanni Vincenzo | Sant'Ambrogio di Torino | centro             |
| Vaie                    | Santa Margherita      | Vaie                    | centro             |
| Villar Focchiardo       | Maria Vergine Assunta | Villar Focchiardo       | Castagneretto      |